# Les Ventchanteuses
Les Ventchanteuses (titre original : The Windsingers) est un roman de fantasy de l'écrivain américain Megan Lindholm, plus connue sous le nom de Robin Hobb, et publié aux États-Unis en 1984 et en France en 2004. Il est le deuxième volume du cycle de Ki et Vandien.

## Résumé
Ki et Vandien sont deux amis vivant dans une roulotte et gagnant leurs vies en faisant du commerce. Lors d'une précédente aventure, Vandien a gagné une balafre au milieu du visage en sauvant Ki lors d'une attaque d'une harpie.
Quand Vandien rencontre une vieille femme qui lui promet de réparer son visage s'il accomplit pour elle une mission, il ne peut refuser, même lorsque Ki lui dévoile l'impossibilité d'accomplir cette tâche et renonce à l'accompagner. Elle accepte quant à elle de transporter une cargaison de plusieurs caisses. Une mission qui va l'amener contre toute attente à croiser le chemin de Vandien.